# Сендек (Свентокшиське воєводство)
Сендек (пол. Sędek) — село в Польщі, у гміні Лаґув Келецького повіту Свентокшиського воєводства.
Населення — 511 осіб (2011).
У 1975-1998 роках село належало до Келецького воєводства.

## Демографія
Демографічна структура на день 31 березня 2011 року:
|          | Загалом | Допрацездатний вік | Працездатний вік | Постпрацездатний вік |
| -------- | ------- | ------------------ | ---------------- | -------------------- |
| Чоловіки | 267     | 45                 | 186              | 36                   |
| Жінки    | 244     | 48                 | 133              | 63                   |
| Разом    | 511     | 93                 | 319              | 99                   |